# سالیتپا (آلاباما)
سالیتپا (به انگلیسی: Salitpa) یک منطقهٔ مسکونی در ایالات متحده آمریکا است که در آلاباما واقع شده‌است. سالیتپا ۵۴٫۸۶ متر بالاتر از سطح دریا واقع شده‌است.